# Nieuw-Zeeland op de Olympische Zomerspelen 1996
Nieuw-Zeeland nam deel aan de Olympische Zomerspelen 1996 in Atlanta, Verenigde Staten.
Er werden in totaal zes medailles gewonnen, waarvan 3 gouden.

## Medailleoverzicht
| Sport        | Olympiër                                                | Discipline           | Medaille |
| ------------ | ------------------------------------------------------- | -------------------- | -------- |
| Paardensport | Blyth Tait                                              | eventing individueel | Goud     |
| Zwemmen      | Danyon Loader                                           | 200m vrije slag (m)  | Goud     |
| Zwemmen      | Danyon Loader                                           | 400m vrije slag (m)  | Goud     |
| Paardensport | Sally Clark                                             | eventing individueel | Zilver   |
| Zeilen       | Barbara Kendall                                         | mistral (v)          | Zilver   |
| Paardensport | Vaughn Jefferis Vicky Latta Andrew Nicholson Blyth Tait | eventing team        | Brons    |

## Deelnemers en resultaten
(m) = mannen, (v) = vrouwen, (g) = gemengd

### Atletiek
| Olympiër          | Discipline            | Resultaat | Prestatie |
| ----------------- | --------------------- | --------- | --- |
| Chris Donaldson   | 100m (m)              | 42e       | serie 4: 6de in 10,39 |
| Gus Nketia        | 100m (m)              | 29e       | serie 3: 4de in 10,34 kwartfinale 1: 8ste in 10,35 |
| Matthew Coad      | 200m (m)              | 52e       | serie 8: 5de in 21,25 |
| Chris Donaldson   | 200m (m)              | 58e       | serie 3: 6de in 20,96 |
| Mark Keddell      | 200m (m)              | 43e       | serie 10: 4de in 20,93 |
| Martin Johns      | 1500m (m)             | 40e       | serie 3: 11de in 3.44,91 |
| Jonathan Wyatt    | 5000m (m)             | 16e       | serie 2: 8ste in 13.52,56 halve finale 1: 10de in 13.47,81 |
| Robbie Johnston   | 10000m (m)            | 24e       | serie 1: 12de in 28.40,60 |
| Sean Wade         | marathon (m)          | 83e       | 2:30.35 |
| Scott Nelson      | 20km snelwandelen (m) | 32e       | 1:25.50 |
| Craig Barrett     | 50km snelwandelen (m) | 33e       | 4:15.15 |
| Gavin Lovegrove   | speerwerpen (m)       | 23e       | kwalificatie groep A: 12de met 77,12m |
| Doug Pirini       | tienkamp (m)          | 24e       | 100m: 18de in 10,89 verspringen: 17de met 7,33m kogelstoten: 12de met 14,75m hoogspringen: 33ste met 1,89m 400m: 11de in 48,56 110m horden: 27ste in 14,88 discuswerpen: 11de met 45,34m polsstokhoogspringen: 26ste met 4,60m speerwerpen: 17de met 58,02m 1500m: 21ste in 4.39,09 totaal: 7961 punten |
|                   |                       |           | |
| Toni Hodgkinson   | 800m (v)              | 42e       | serie 3: 2de in 1.59,35 halve finale 2: 4de in 1.58,25 finale: 8ste in 2.00,54 |
| Anne Hare         | 5000m (v)             | 13e       | serie 1: 6de in 15.22,31 finale: 13de in 15.29,11 |
| Nyla Carroll      | 10000m (v)            | 24e       | serie 1: 10de in 32.50,64 |
| Lorraine Moller   | marathon (v)          | 46e       | 2:42.21 |
| Chantal Brunner   | verspringen (v)       | 10e       | kwalificatie groep B: 1ste met 6,62m finale: 10de met 6,49m |
| Beatrice Faumuina | discuswerpen (v)      | 10e       | kwalificatie groep B: 12de met 58,40m |

### Badminton
| Olympiër                      | Discipline     | Resultaat | Prestatie                                                                                        |
| ----------------------------- | -------------- | --------- | ------------------------------------------------------------------------------------------------ |
| Rhona Robertson               | enkelspel (v)  | 17e       | 1ste ronde: vrij 2de ronde: V van DEN Martin: 2-11, 2-11                                         |
| Tammy Jenkins Rhona Robertson | dubbelspel (v) | 17e       | 1ste ronde: W van CAN Deng/Julien: 15-7, 15-4 2de ronde: V van INA Nathanael/Resiana: 9-15, 2-15 |

### Boksen
| Olympiër       | Discipline | Resultaat | Prestatie                                                                                        |
| -------------- | ---------- | --------- | ------------------------------------------------------------------------------------------------ |
| Garth da Silva | -91kg (m)  | 9e        | 1ste ronde: W van IRL O'Grady: scheidsrechterlijke beslissing 2de ronde: V van BLR Dychkov: 8-12 |

### Boogschieten
| Olympiër       | Discipline  | Resultaat | Prestatie                                                                       |
| -------------- | ----------- | --------- | ------------------------------------------------------------------------------- |
| Andrew Lindsay | individueel | 46e       | plaatsingsronde: 33ste met 650 punten 1ste ronde: V van IND Lalremsaga: 146-150 |

### Judo
| Olympiër      | Discipline | Resultaat | Prestatie |
| ------------- | ---------- | --------- | --- |
| Steve Corkin  | -71kg (m)  | 9e        | 1ste ronde: vrij 2de ronde: W van TPE Huang: waza-ari 3de ronde: W van MDA Golban: ippon kwartfinale: V van BRA Pereira: ippon herkansingen: V van FRA Gagliano: ippon         |
| Daniel Gowing | -95kg (m)  | 9e        | 1ste ronde: vrij 2de ronde: W van SVK Pepic: ippon 3de ronde: V van FRA Traineau: ippon herkansingen: W van BLR Sviryd: keikoku herkansingen 2: V van JPN Nakamura: sogo-gachi |

### Kanovaren
| Olympiër    | Discipline | Resultaat | Prestatie                                              |
| ----------- | ---------- | --------- | ------------------------------------------------------ |
| Owen Hughes | K-1 (m)    | 31e       | 1ste ronde: 23ste in 164,79 2de ronde: 22ste in 160,28 |

### Paardensport
| Olympiër                                                | Discipline  | Resultaat | Prestatie |
| Eventing                                                | Eventing    | Eventing  | Eventing |
| ------------------------------------------------------- | ----------- | --------- | --- |
| Sally Clark                                             | individueel | Zilver    | dressuur: 14de met 51,2 strafpunten cross-country: 2de met 9,20 strafpunten springconcours: 1ste met 0 strafpunten totaal: 60,40 strafpunten                 |
| Andrew Nicholson                                        | individueel | DNF       | dressuur: 11de met 48,4 strafpunten cross-country: niet gefinisht                                                                                            |
| Blyth Tait                                              | individueel | Goud      | dressuur: 15de met 51,6 strafpunten cross-country: 1ste met 5,20 strafpunten springconcours: 1ste met 0 strafpunten totaal: 56,80 strafpunten                |
| Vaughn Jefferis Vicky Latta Andrew Nicholson Blyth Tait | team        | Brons     | dressuur: 3de met 135,6 strafpunten cross-country: 3de met 120,20 strafpunten springconcours: 1ste met 12,75 strafpunten totaal: 268,55 strafpunten          |
| Springconcours                                          |             |           | |
| Daniel Meech                                            | individueel | 69e       | kwalificatie: 69ste 1ste ronde: 77ste met 40,25 strafpunten 2de ronde: 42ste met 12 strafpunten 3de ronde: 31ste met 8 strafpunten totaal: 60,25 strafpuntne |

### Roeien
| Olympiër                                                  | Discipline             | Resultaat | Prestatie |
| --------------------------------------------------------- | ---------------------- | --------- | --- |
| Rob Waddell                                               | skiff (m)              | 7e        | serie 4: 4de in 7.48,69 herkansingen: 1ste in 7.42,87 halve finale 2: 4de in 7.18,52 finale B: 1ste in 6.49,55 |
| Dave Schaper Toni Dunlop                                  | twee-zonder (m)        | 5e        | serie 1: 3de in 6.42,15 herkansingen: 3de in 7.04,40 halve finale 2: 2de in 6.51,64 finale: 5de in 6.29,24     |
| Rob Hamill Mike Rodger                                    | lichte dubbel-twee (m) | 17e       | serie 4: 4de in 7.09,61 herkansingen: 4de in 6.34,78 halve finale C/D: 4de in 6.41,39                          |
| Alastair Mackintosh Ian Wright Chris White Scott Brownlee | vier-zonder (m)        | 13e       | serie 3: 4de in 6.30,03 herkansingen: 4de in 6.35,58                                                           |

### Schietsport
| Olympiër          | Discipline             | Resultaat | Prestatie                                               |
| ----------------- | ---------------------- | --------- | ------------------------------------------------------- |
| Stephen Petterson | 50m geweer liggend (m) | 36e       | kwalificatie: 36ste met 591 punten (99-98-98-100-97-99) |
| Brant Woodward    | trap (m)               | 42e       | kwalificatie: 42ste met 116 punten (24-25-22-24-21)     |

### Tafeltennis
| Olympiër  | Discipline    | Resultaat | Prestatie                                                                    |
| --------- | ------------- | --------- | ---------------------------------------------------------------------------- |
| Chunli Li | enkelspel (v) | 17e       | groep C: 2de V van TPE Chen: 0-2 W van ITA Arisi: 2-0 W van LIB Chouaib: 2-0 |

### Tennis
| Olympiër     | Discipline    | Resultaat | Prestatie                                    |
| ------------ | ------------- | --------- | -------------------------------------------- |
| Brett Steven | enkelspel (m) | 33e       | 1ste ronde: V van FRA Boetsch: 2-6, 7-6, 2-6 |

### Volleybal
| Olympiër                     | Discipline | Resultaat | Prestatie                                                                                 |
| ---------------------------- | ---------- | --------- | ----------------------------------------------------------------------------------------- |
| Glenn Hamilton Reid Hamilton | beach (m)  | 17e       | 1ste ronde: V van ITA Ghiurghi/Grigolo: 8-15 herkansingen: V van AUS Prosser/Zahner: 8-15 |

### Wielersport
| Olympiër                                                | Discipline                    | Resultaat | Prestatie                                                                                              |
| Baan                                                    | Baan                          | Baan      | Baan                                                                                                   |
| ------------------------------------------------------- | ----------------------------- | --------- | --- |
| Darren McKenzie-Potter                                  | sprint (m)                    | 23e       | kwalificatie: 23ste in 11,211 1ste ronde: V van CAN Hartnett 1ste ronde herkansingen: V van ESP Moreno |
| Darren McKenzie-Potter                                  | tijdrit (m)                   | 14e       | 1.06,311                                                                                               |
| Glenn McLeay                                            | puntenkoers (m)               | 9e        | 8 punten                                                                                               |
| Gary Anderson                                           | individuele achtervolging (m) | 13e       | kwalificatie: 13de in 4.36,918                                                                         |
| Brendon Cameron Tim Carswell Julian Dean Greg Henderson | ploegenachtervolging (m)      | 8e        | kwalificatie: 8ste in 4.15,140 1ste ronde: V van Frankrijk: 4.15,610                                   |
|                                                         |                               |           | |
| Donna Wynd                                              | sprint (v)                    | 11e       | kwalificatie: 12de in 11,961 1ste ronde: V van AUS Ferris 1ste ronde herkansingen: 3de                 |
| Jacqui Nelson                                           | puntenkoers (v)               | 8e        | 8 punten                                                                                               |
| Sarah Ulmer                                             | individuele achtervolging (v) | 7e        | kwalificatie: 6de in 3.43,176 1ste ronde: V van GBR McGregor: 3.45,761                                 |
| Mountainbike                                            |                               |           | |
| Kathy Lynch                                             | vrouwen                       | 8e        | 1:57.40                                                                                                |
| Weg                                                     |                               |           | |
| Brian Fowler                                            | wegwedstrijd (m)              | DNF       | niet gefinisht                                                                                         |
| Scott Guyton                                            | wegwedstrijd (m)              | DNF       | niet gefinisht                                                                                         |
| Glen Mitchell                                           | wegwedstrijd (m)              | DNF       | niet gefinisht                                                                                         |
| Ric Reid                                                | wegwedstrijd (m)              | 66e       | 4:56.47                                                                                                |
|                                                         |                               |           | |
| Rebecca Bailey                                          | wegwedstrijd (v)              | 33e       | 2:37.06                                                                                                |
| Jacqui Nelson                                           | wegwedstrijd (v)              | DNF       | niet gefinisht                                                                                         |
| Susy Pryde                                              | wegwedstrijd (v)              | 31e       | 2:37.06                                                                                                |
| Rebecca Bailey                                          | tijdrit (v)                   | 22e       | 41.45                                                                                                  |
| Jacqui Nelson                                           | tijdrit (v)                   | 20e       | 40.58                                                                                                  |

### Zeilen
| Olympiër                               | Discipline  | Resultaat | Prestatie                                       |
| -------------------------------------- | ----------- | --------- | ----------------------------------------------- |
| Aaron McIntosh                         | mistral (m) | 4e        | 27,0 punten: (4-3-1-18-15-2-5-3-9)              |
| Craig Monk                             | finn (m)    | 13e       | 86,0 punten: (22-9-4-13-2-13-18-5-28-25)        |
| Rohan Cooke Andrew Stone               | 470 (m)     | 22e       | 139,0 punten: (8-11-10-14-25-22-18-10-27-27-21) |
|                                        |             |           |                                                 |
| Barbara Kendall                        | mistral (v) | Zilver    | 24,0 punten: (2-3-6-1-10-5-5-6-2)               |
| Sharon Ferris                          | europe (v)  | 5e        | 73,0 punten: (7-16-5-5-11-18-19-3-2-6-18)       |
| Leslie Egnot Jan Shearer               | 470 (v)     | 16e       | 101,0 punten: (14-18-1-17-8-11-7-4-21-PMS-PMS)  |
|                                        |             |           |                                                 |
| Hamish Pepper                          | laser       | 10e       | 84,0 punten: (15-PMS-19-19-6-2-4-3-21-6-10)     |
| Rex Sellers Brian Jones                | tornado     | 15e       | 107,0 punten: (14-14-10-13-17-14-12-16-12-14-4) |
| Rod Davis Don Cowie                    | star        | 5e        | 46,0 punten: (2-4-17-11-10-9-4-6-1-10)          |
| Kelvin Harrap Sean Clarkson Jamie Gale | soling      | 14e       | 80,0 punten: (DSQ-18--7-5-15-11-7-15-5-15)      |

### Zwemmen
| Olympiër                                                    | Discipline            | Resultaat | Prestatie                                             |
| ----------------------------------------------------------- | --------------------- | --------- | ----------------------------------------------------- |
| Nicholas Tongue                                             | 50m vrije slag (m)    | 40e       | serie 3: 1ste in 23,73                                |
| Trent Bray                                                  | 100m vrije slag (m)   | 31e       | serie 6: 7de in 51,18                                 |
| Trent Bray                                                  | 200m vrije slag (m)   | 20e       | serie 6: 7de in 1.51,59                               |
| Danyon Loader                                               | 200m vrije slag (m)   | Goud      | serie 4: 1ste in 1.48,48 finale: 1ste in 1.47,63 (NR) |
| Danyon Loader                                               | 400m vrije slag (m)   | Goud      | serie 5: 1ste in 3.51,54 finale: 1ste in 3.47,97 (NR) |
| Scott Cameron                                               | 1500m vrije slag (m)  | 27e       | serie 2: 5de in 15.56,50                              |
| Jonathan Winter                                             | 100m rugslag (m)      | 23e       | serie 5: 7de in 56,92                                 |
| Paul Kent                                                   | 100m schoolslag (m)   | 14e       | serie 4: 4de in 1.02,76 finale B: 6de in 1.03,05      |
| Paul Kent                                                   | 200m schoolslag (m)   | DNS       | serie 5: niet gestart                                 |
| Danyon Loader                                               | 100m vlinderslag (m)  | 34e       | serie 5: 6de in 55,39                                 |
| Danyon Loader                                               | 200m vlinderslag (m)  | 19e       | serie 6: 6de in 2.00,81                               |
| John Steel Nicholas Tongue Danyon Loader Trent Bray         | 4x100m vrije slag (m) | 9e        | serie 3: 3de in 3.21,65                               |
| Trent Bray Murray Burdan Scott Cameron Danyon Loader        | 4x200m vrije slag (m) | 9e        | serie 2: 3de in 7.24,35 (NR)                          |
| Jonathan Winter Paul Kent Danyon Loader Trent Bray          | 4x100m wisselslag (m) | 14e       | serie 3: 5de in 3.45,80                               |
|                                                             |                       |           |                                                       |
| Alison Fitch                                                | 50m vrije slag (v)    | 35e       | serie 2: 1ste in 26,74                                |
| Alison Fitch                                                | 100m vrije slag (v)   | 29e       | serie 5: 8ste in 57,71                                |
| Dionne Bainbridge                                           | 200m vrije slag (v)   | 15e       | serie 4: 4de in 2.02,69 (NR) finale B: 7de in 2.03,20 |
| Dionne Bainbridge                                           | 400m vrije slag (v)   | 14e       | serie 5: 4de in 4.16,47 finale B: 6de in 4.16,79      |
| Lydia Lipscombe                                             | 100m rugslag (v)      | 11e       | serie 4: 5de in 1.03,61 finale B: 3de in 1.03,30      |
| Lydia Lipscombe                                             | 200m rugslag (v)      | 24e       | serie 5: 8ste in 2.19,54                              |
| Anna Simcic                                                 | 200m rugslag (v)      | 6e        | serie 5: 3de in 2.13,74 finale: 6de in 2.14,04        |
| Anna Wilson                                                 | 100m schoolslag (v)   | 31e       | serie 3: 5de in 1.12,93                               |
| Anna Wilson                                                 | 200m schoolslag (v)   | DNS       | serie 3: niet gestart                                 |
| Anna Wilson                                                 | 200m wisselslag (v)   | 25e       | serie 4: 7de in 2.19,97                               |
| Anna Wilson                                                 | 400m wisselslag (v)   | 24e       | serie 2: 6de in 4.55,72                               |
| Sarah Catherwood Alison Fitch Anna Wilson Dionne Bainbridge | 4x200m vrije slag (v) | 11e       | serie 2: 5de in 8.14,96                               |
| Lydia Lipscombe Anna Wilson Anna Simcic Alison Fitch        | 4x100m wisselslag (v) | 19e       | serie 3: 6de in 4.19,83                               |

Afghanistan · Albanië · Algerije · Amerikaanse Maagdeneilanden · Amerikaans-Samoa · Andorra · Angola · Antigua‑Barbuda · Argentinië · Armenië · Aruba · Australië · Azerbeidzjan · Bahama's · Bahrein · Bangladesh · Barbados · België · Belize · Benin · Bermuda · Bhutan · Bolivia · Bosnië en Herzegovina · Botswana · Brazilië · Britse Maagdeneilanden · Brunei · Bulgarije · Burkina Faso · Burundi · Cambodja · Canada · Centraal-Afrikaanse Republiek · Chili · China · Chinees Taipei · Colombia · Comoren · Congo-Brazzaville · Cookeilanden · Costa Rica · Cuba · Cyprus · Denemarken · Djibouti · Dominica · Dominicaanse Republiek · Duitsland · Ecuador · Egypte · El Salvador · Equatoriaal-Guinea · Estland · Ethiopië · Fiji · Filipijnen · Finland · Frankrijk · Gabon · Gambia · Georgië · Ghana · Grenada · Griekenland · Groot-Brittannië · Guam · Guatemala · Guinee · Guinee-Bissau · Guyana · Haïti · Honduras · Hongarije · Hongkong · Ierland · IJsland · India · Indonesië · Irak · Iran · Israël · Italië · Ivoorkust · Jamaica · Japan · Jemen · Joegoslavië · Jordanië · Kaaimaneilanden · Kaapverdië · Kameroen · Kazachstan · Kenia · Kirgizië · Koeweit · Kroatië · Laos · Lesotho · Letland · Libanon · Liberia · Libië · Liechtenstein · Litouwen · Luxemburg ·  Macedonië · Madagaskar · Malawi · Malediven · Maleisië · Mali · Malta · Marokko · Mauritanië · Mauritius · Mexico · Moldavië · Monaco · Mongolië · Mozambique · Myanmar · Namibië · Nauru · Nederland · Nederlandse Antillen · Nepal · Nicaragua · Nieuw-Zeeland · Niger · Nigeria · Noord-Korea · Noorwegen · Oeganda · Oekraïne · Oezbekistan · Oman · Oostenrijk · Pakistan · Palestina · Panama · Papoea-Nieuw-Guinea · Paraguay · Peru · Polen · Portugal · Puerto Rico · Qatar · Roemenië · Rusland · Rwanda · Saint Kitts en Nevis · Saint Lucia · Saint Vincent en Grenadines · Salomonseilanden · Samoa · San Marino · Sao Tomé en Principe · Saoedi-Arabië · Senegal · Seychellen · Sierra Leone · Singapore · Slovenië · Slowakije · Soedan · Somalië · Spanje · Sri Lanka · Suriname · Swaziland · Syrië · Tadzjikistan · Tanzania · Thailand · Togo · Tonga · Trinidad en Tobago · Tsjaad · Tsjechië · Tunesië · Turkije · Turkmenistan · Uruguay · Vanuatu · Venezuela · Verenigde Arabische Emiraten · Verenigde Staten · Vietnam · Wit-Rusland · Zaïre · Zambia · Zimbabwe · Zuid-Afrika · Zuid-Korea · Zweden · Zwitserland